# Bernezzo
Bernezzo är en ort och kommun i provinsen Cuneo i regionen Piemonte i Italien. Kommunen hade 4 156 invånare (2018).